# Halisaurus
Halisaurus var ett släkte mosasaurier som levde under krita. Namnet betyder "havsödla". Dess fossiliserade kvarlevor har hittats i Europa, Nordamerika, Afrika och Sydamerika och den livnärde sig troligen främst på mindre djur såsom bläckfiskar och fiskar i grunda vatten. På grund av dess fenor, som gjorde den sämre anpassad för liv i vatten än andra mosasaurier, var den långsam och kan därför ha varit ett rovdjur som legat i bakhåll i väntan på byten.

## Beskrivning och paleobiologi

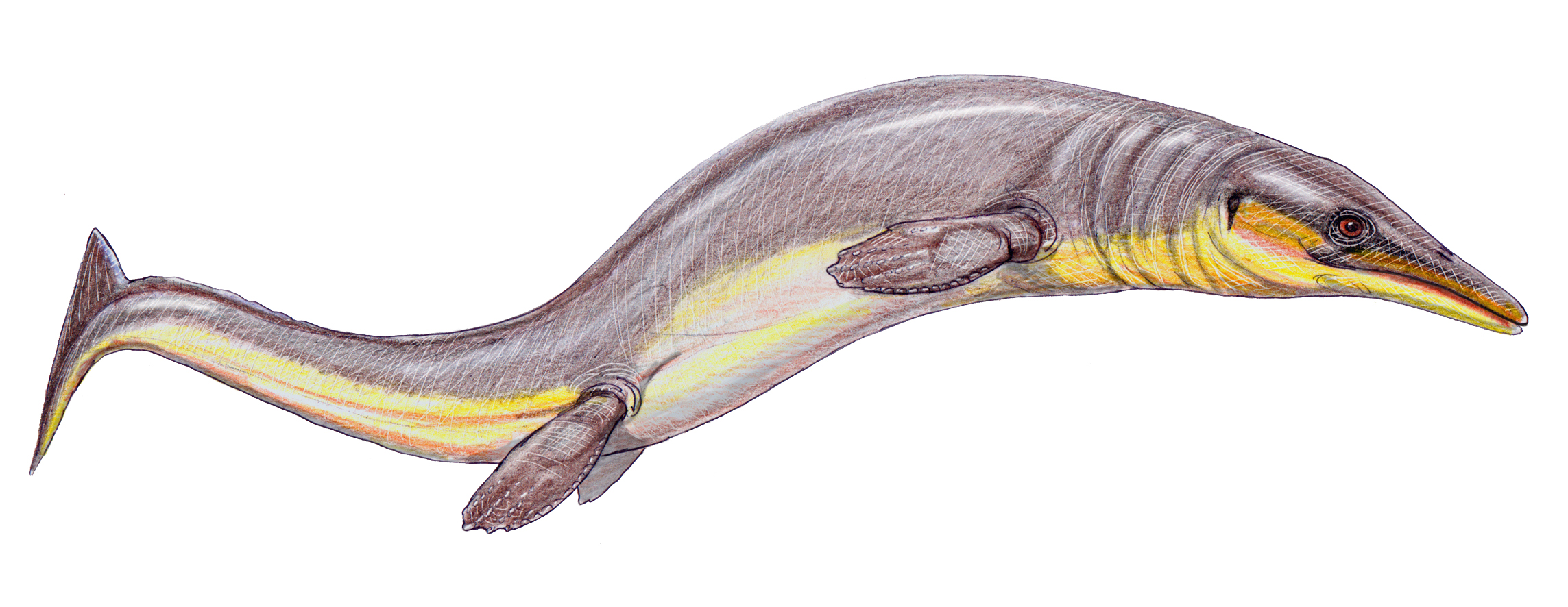
Rekonstruktion av Halisaurus arambourgi.

Halisaurus hörde till de mindre mosasaurierna med en längd på mellan 3 och 4 meter hos alla tre kända arter. Dess storlek kan förklara faktumet att den hittats i avlagringar från miljöer som på dess tid var kustnära samt från marina miljöer, då det är troligt att den ibland fått söka skydd från större rovdjur (oftast även de mosasaurier) i grunda vatten. Det är även möjligt att den tillbringat mest tid i grunda vatten där den kunde jaga med hjälp av bakhållsteknik. 
Förutom dess fenor och dess ovanligt korta svans var Halisaurus i övrigt mycket lik andra mindre mosasaurier.

## Källhänvisningar
1. ↑  ”"Fossilworks: Halisaurus"”. Arkiverad från originalet den 8 mars 2016. https://web.archive.org/web/20160308210605/http://fossilworks.org/bridge.pl?a=taxonInfo&taxon_no=36399. Läst 28 januari 2017.
2. ↑  Takuya Konishi, Michael W. Caldwell, Tomohiro Nishimura, Kazuhiko Sakurai & Kyo Tanoue (2015) A new halisaurine mosasaur (Squamata: Halisaurinae) from Japan: the first record in the western Pacific realm and the first documented insights into binocular vision in mosasaurs. Journal of Systematic Palaeontology (advance online publication) DOI:10.1080/14772019.2015.1113447